# Gramínea (distrito de Andradas)
Gramínea é uma vila e um distrito do município de Andradas, Minas Gerais.
Criado em 1938 com o nome de Grama, passou a ter o nome de Gramínea em 1943.
Sua economia está baseado na produção de café.
antes de 1938 era chamado de São João da Grama, ainda nos dias atuais comemora-se a festa de São João todo ano no dia 24/06.